# London County Council
Le London County Council (LCC, en français, Conseil du comté de Londres) est le corps principal du gouvernement local pour le comté de Londres durant son existence de 1889 à 1965, et la première autorité municipale générale londonienne à être directement élue. Le LCC gérait l’Inner London et a été remplacé par le Greater London Council. Le LCC était la plus grande, la plus significative et la plus ambitieuse autorité municipale de son temps.

## Histoire
Au XIXe siècle la Corporation de Londres gérait seulement une petite fraction de la métropole de Londres. À partir de 1855, le Metropolitan Board of Works (MBW) a certains pouvoirs sur la métropole, mais ce corps administratif était nommé plutôt qu'élu. Beaucoup des pouvoirs de décisions demeuraient dans les mains des corps traditionnels tels que les paroisses et les comtés du Middlesex, d'Essex, du Surrey et du Kent. La création du LCC en 1889, en tant qu'élément de la loi sur les gouvernements locaux de 1888, fut forcé par une succession de scandales impliquant le MBW. Tandis que le gouvernement conservateur du jour aurait préféré ne pas créer une autorité unique couvrant tout Londres, leur pacte électoral avec le parti des Liberal Unionists les mena à cette politique. Peu de temps après la création du LCC, une commission royale considéra les moyens pour fusionner la cité de Londres et le comté de Londres. Bien que ceci ne fut pas réalisé, cela mena, en 1900, à la création de 28  districts métropolitains en tant qu'autorités subalterne pour remplacer les divers sacristies et conseils locaux ; les districts métropolitains assumèrent quelques pouvoirs du LCC et en partagèrent d'autres.
Le LCC hérita des pouvoirs de son prédécesseur, le MBW, mais eut également une autorité plus large sur des sujets tels que l'éducation, la planification de la ville et les logements sociaux. Il reprit les fonctions du London School Board (conseil des écoles de Londres) en 1903, et le docteur C. W. Kimmins fut nommé inspecteur en chef du département d'éducation en 1904.
À partir de 1899, le Conseil acquit progressivement du pouvoir et géra les tramways dans le comté, qu'il commença à électrifier en 1903. En 1933, quand les LCC tramways furent pris en charge par le conseil de transport de passagers de Londres, c'était le plus grand opérateur de tramways au Royaume-Uni, avec plus de 268 kilomètres d'itinéraire et plus de 1700 tramways.
Au commencement, beaucoup avaient espéré que les élections au LCC seraient conduites sur une base non partisane, mais au Conseil deux groupes politiques se formèrent. Le groupe de la majorité en 1889 était les progressifs, qui était officieusement allié avec le parti libéral dans la politique nationale. Ceux qui s'étaient alliés avec le parti conservateur constituèrent le groupe des modérés. En 1906, les modérés devint connu comme le parti de la réforme municipale.
Le LCC était élu tous les trois ans. Les progressifs furent aux commandes sans interruption de 1889 jusqu'en 1907, quand ils perdirent le pouvoir aux réformateurs municipaux. Les réformateurs municipaux  furent réélus jusqu'en 1934 quand les travaillistes gagnèrent les élections, les travaillistes gardèrent le contrôle jusqu'à ce que le LCC fut supprimé.

## Siège
Au commencement le "LCC" résida dans le siège social du Metropolitan Board of Works mais en 1906 décida d'acheter trois parcelles de terrain de terre contiguës du côté oriental du pont de Westminster comme emplacement pour un siège social unique. Le County Hall conçu par Ralph Knott  fut construit là, de 1909 à 1933 et devint une propriété privée après l'abolition du Greater London Council en 1986. Un comité fut nommé avec le but de contrôler le transfert des capitaux du Greater London Council après 1985, prenant soins de rendre l'installation des autorités métropolitaine dans ce bâtiment plutôt difficile pour n'importe quel gouvernement d'après-Thatcher.

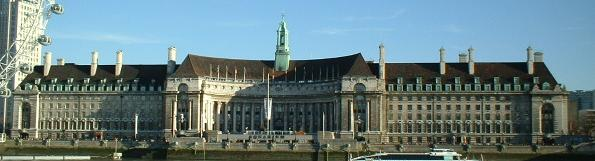
County Hall

## Leaders du Conseil
Le poste de leader du Conseil (Leader of the Council) n'est officiellement attribué qu'à partir de 1933. Avant cette date, le leader du parti majoritaire au Conseil fait office de leader de celui-ci mais ne détient pas de véritables pouvoirs de décision.
- Sir Thomas Farrer (21 mars 1889 - 27 mars 1890)
- James Stuart (27 mars 1890 - 9 mars 1892)
- Charles Harrison (9 mars 1892 - 10 mars 1898)
- Thomas McKinnon Wood (10 mars 1898 - 8 mars 1907)
- Richard Robinson (8 mars 1907 - 11 mars 1908)
- Hon. William Wellesley Peel (11 mars 1908 - 8 mars 1910)
- William Hayes Fisher (8 mars 1910 - 19 décembre 1911)
- Cyril Jackson (19 décembre 1911 - 16 mars 1915)
- Ronald Collet Norman (16 mars 1915 - 1er mars 1918)
- Sir George Hume (1er mars 1918 - 11 mars 1925)
- Sir William Ray (11 mars 1925 - 9 mars 1934)
- Herbert Morrison (9 mars 1934 - 27 mai 1940)
- Lord Latham (27 mai 1940 - 29 juillet 1947)
- Sir Isaac Hayward (29 juillet 1947 - 31 mars 1965)